# Tetragnatha confraterna
Tetragnatha confraterna là một loài nhện trong họ Tetragnathidae.
Loài này thuộc chi Tetragnatha. Tetragnatha confraterna được miêu tả năm 1909 bởi Banks.